# Vesa Hietalahti
Vesa Tapio Hietalahti (ur. 27 września 1969 w Kauhajoki) – fiński biathlonista, srebrny medalista mistrzostw świata i brązowy medalista mistrzostw Europy.

## Kariera
Pierwszy sukces w karierze osiągnął w 1989 roku, kiedy zdobył srebrny medal w sztafecie na mistrzostwach świata juniorów w Voss.
W Pucharze Świata zadebiutował 16 grudnia 1994 roku w Obertilliach, kiedy zajął 71. miejsce w sprincie. Pierwsze punkty zdobył 15 grudnia 1990 roku w Les Saisies, zajmując 16. miejsce w tej konkurencji. Na podium zawodów tego cyklu pierwszy raz stanął 11 grudnia 1993 roku w Bad Gastein, kończąc rywalizację w sprincie na drugiej pozycji. Rozdzielił tam na podium Francuza Patrice'a Bailly-Salinsa i Rosjanina Walerija Kirijenko. W kolejnych startach jeszcze 11 razy stawał na podium, odnosząc przy tym trzy zwycięstwa: 16 marca 1995 roku w Lillehammer i 7 grudnia 1995 roku w Östersund wygrywał biegi indywidualne, a 22 grudnia 2001 roku w Osrblie zwyciężył w biegu masowym. Najlepsze wyniki osiągnął w sezonie 2001/2002, kiedy zajął dziewiąte miejsce w klasyfikacji generalnej.
Na mistrzostwach świata w Chanty-Mansyjsku w 2003 roku wywalczył srebrny medal w biegu indywidualnym. W zawodach tych rozdzielił Halvarda Hanevolda z Norwegii i Niemca Ricco Großa. Był też między innymi siódmy w tej samej konkurencji podczas mistrzostw świata w Hochfilzen w 2005 roku. Ponadto w 1994 roku zdobył srebrny medal w sprincie na mistrzostwach Europy w Kontiolahti.
W 1992 roku wystartował na igrzyskach olimpijskich w Albertville, gdzie zajął 6. miejsce w biegu indywidualnym, 17. w sprincie i 8. w sztafecie. Na rozgrywanych dwa lata później igrzyskach w Lillehammer indywidualnie plasował się poza pięćdziesiątką, a w sztafecie był piąty. Podczas igrzysk olimpijskich w Nagano w 1998 roku wystartował tylko w biegu indywidualnym, którego jednak nie ukończył. Brał też udział w igrzyskach w Salt Lake City w 2002 roku, zajmując między innymi 19. miejsce w biegu indywidualnym i 12. miejsce w sztafecie.
W 2005 roku zakończył karierę. Jest żonaty, ma dwie córki i syna, obecnie prowadzi gospodarstwo w Nurmijärvi.

## Osiągnięcia

### Igrzyska olimpijskie
| Rok  | Miejscowość    | Konkurencje | Konkurencje | Konkurencje | Konkurencje | Konkurencje | Konkurencje | Konkurencje |
| Rok  | Miejscowość    | IN          | SP          | PU          | MS          | RL          | MR          | SR          |
| ---- | -------------- | ----------- | ----------- | ----------- | ----------- | ----------- | ----------- | ----------- |
| 1992 | Albertville    | 6.          | 17.         | nd.         | nd.         | 8.          | nd.         | –           |
| 1994 | Lillehammer    | 68.         | 52.         | nd.         | nd.         | 5.          | nd.         | –           |
| 1998 | Nagano         | DNF         | –           | nd.         | nd.         | –           | nd.         | –           |
| 2002 | Salt Lake City | 19.         | 25.         | 22.         | nd.         | 12.         | nd.         | –           |

### Mistrzostwa świata
| Rok  | Miejscowość            | Konkurencje | Konkurencje | Konkurencje | Konkurencje | Konkurencje | Konkurencje | Konkurencje |
| Rok  | Miejscowość            | IN          | SP          | PU          | MS          | RL          | MR          | SR          |
| ---- | ---------------------- | ----------- | ----------- | ----------- | ----------- | ----------- | ----------- | ----------- |
| 1990 | Mińsk/Oslo/Kontiolahti | 30.         | –           | nd.         | nd.         | 6.          | nd.         | –           |
| 1991 | Lahti                  | 49.         | 43.         | nd.         | nd.         | 7.          | nd.         | –           |
| 1993 | Borowec                | –           | 44.         | nd.         | nd.         | 15.         | nd.         | –           |
| 1995 | Anterselva             | 27.         | 31.         | nd.         | nd.         | 10.         | nd.         | –           |
| 1996 | Ruhpolding             | 39.         | 18.         | nd.         | nd.         | 6.          | nd.         | –           |
| 1997 | Osrblie                | 48.         | 49.         | –           | nd.         | 7.          | nd.         | –           |
| 1999 | Kontiolahti/Oslo       | 20.         | 56.         | 42.         | –           | 6.          | nd.         | –           |
| 2000 | Oslo/Lahti             | 13.         | 22.         | 19.         | 22.         | 15.         | nd.         | –           |
| 2001 | Pokljuka               | 27.         | 59.         | 44.         | –           | 5.          | nd.         | –           |
| 2002 | Oslo                   | nd.         | nd.         | nd.         | 15.         | nd.         | nd.         | –           |
| 2003 | Chanty-Mansyjsk        | 2.          | 28.         | 25.         | 15.         | 11.         | nd.         | –           |
| 2004 | Oberhof                | 45.         | 23.         | 29.         | –           | 16.         | nd.         | –           |
| 2005 | Hochfilzen             | 7.          | 27.         | 29.         | 24.         | 12.         | nd.         | –           |

### Puchar Świata

#### Miejsca w klasyfikacji generalnej
| Sezon     | Miejsce |
| --------- | ------- |
| 1989/1990 | -       |
| 1990/1991 | 53.     |
| 1991/1992 | 78.     |
| 1992/1993 | 40.     |
| 1993/1994 | 19.     |
| 1995/1996 | 21.     |
| 1996/1997 | 27.     |
| 1997/1998 | 59.     |
| 1998/1999 | 15.     |
| 1999/2000 | 13.     |
| 2000/2001 | 52.     |
| 2001/2002 | 9.      |
| 2002/2003 | 33.     |
| 2003/2004 | 37.     |
| 2004/2005 | 50.     |

#### Miejsca na podium chronologicznie
| Lp. | Dzień       | Rok  | Miejscowość     | Konkurencja                | Lokata | Pudła   | Czas biegu | Strata  | Zwycięzca             |
| --- | ----------- | ---- | --------------- | -------------------------- | ------ | ------- | ---------- | ------- | --------------------- |
| 1.  | 11 grudnia  | 1993 | Bad Gastein     | Sprint na 10 km            | 2.     | 0+0     | 33:14,7    | +30,1   | Patrice Bailly-Salins |
| 2.  | 16 marca    | 1995 | Lillehammer     | Bieg indywidualny na 20 km | 1.     | 0+1+0+0 | 59:29,3    | –       | –                     |
| 3.  | 7 grudnia   | 1995 | Östersund       | Bieg indywidualny na 20 km | 1.     | 0+0+0+0 | 54:42,9    | –       | –                     |
| 4.  | 18 stycznia | 1996 | Osrblie         | Bieg indywidualny na 20 km | 3.     | 0+0+0+0 | 49:18,8    | +2:14,7 | Władimir Draczow      |
| 5.  | 5 grudnia   | 1996 | Östersund       | Bieg indywidualny na 20 km | 2.     | 0+1+0+0 | 50:46,7    | +0,9    | Wilfried Pallhuber    |
| 6.  | 1 marca     | 1997 | Nagano          | Bieg indywidualny na 20 km | 2.     | 1+0+0+0 | 58:21,6    | +2:14,5 | Mark Kirchner         |
| 7.  | 16 grudnia  | 1998 | Osrblie         | Bieg indywidualny na 20 km | 2.     | 0+0+0+1 | 52:25,0    | +8,4    | Pawieł Rostowcew      |
| 8.  | 6 grudnia   | 2001 | Hochfilzen      | Sprint na 10 km            | 2.     | 0+0     | 27:23,1    | +1:01,2 | Ole Einar Bjørndalen  |
| 9.  | 22 grudnia  | 2001 | Osrblie         | Bieg masowy na 15 km       | 1.     | 1+0+0+0 | 42:50,6    | –       | –                     |
| 10. | 9 stycznia  | 2002 | Oberhof         | Sprint na 10 km            | 3.     | 1+0     | 25:41,9    | +1:05,6 | Pawieł Rostowcew      |
| 11. | 21 marca    | 2002 | Oslo            | Sprint na 10 km            | 3.     | 1+1     | 26:23,8    | +30,7   | Frank Luck            |
| 12. | 19 marca    | 2003 | Chanty-Mansyjsk | Bieg indywidualny na 20 km | 2.     | 0+0+2+0 | 53:39,4    | +1:24,7 | Halvard Hanevold      |